# Маслюк Геннадій Євгенович
Геннадій Євгенович Маслюк (нар. 21 червня 1952, місто Лисичанськ, тепер Луганської області) — український діяч, гірничий майстер шахти імені Челюскінців виробничого об'єднання «Донецьквугілля» Донецької області. Народний депутат України 1-го скликання.

## Біографія
Народився у родині робітників.
У 1969—1970 роках — лінійний монтер зв'язку Лисичанського заводу гумово-технічних виробів Луганської області.
У 1970—1975 роках — студент Комунарського гірничо-металургійного інституту Ворошиловградської області, гірничий інженер-електрик.
У 1975—1977 роках — інженер, старший інженер, молодший науковий співробітник Донецького науково-дослідного вугільного інституту.
У 1977—1979 роках — служба в Радянській армії, офіцер, командир батареї.
У 1979—1982 роках — молодший науковий співробітник Донецького науково-дослідного вугільного інституту.
Член КПРС з 1980 до 1990 року.
З 1982 року — підземний електрослюсар, гірничий майстер шахти імені Челюскінців виробничого об'єднання «Донецьквугілля» міста Донецької області.
У 1990 році входив до демократичного опозиційного блоку «Донецький союз виборців».
18.03.1990 року обраний народним депутатом України, 2-й тур, 55,39 % голосів, 8 претендентів. Входив до «Народної ради», фракції «Нова Україна». Член Комісії ВР України з питань економічної реформи і управління народним господарством.
Член Партії демократичного відродження України (ПДВУ). 